# Búrfell (Skútustaðahreppur)
Pour les articles homonymes, voir Búrfell.
La Búrfell, toponyme islandais signifiant « la montagne du cellier », est un volcan d'Islande situé dans le Nord-Ouest du pays, à l'est du Mývatn et au sud du Krafla. Ce tuya culminant à 953 mètres d'altitude et dominant les champs de lave environnants et notamment le Búrfellshraun fait partie du système volcanique du Fremrinámur, un ensemble de volcans boucliers et de fissures volcaniques sans volcan central et s'étirant sur plusieurs dizaines de kilomètres du nord au sud.

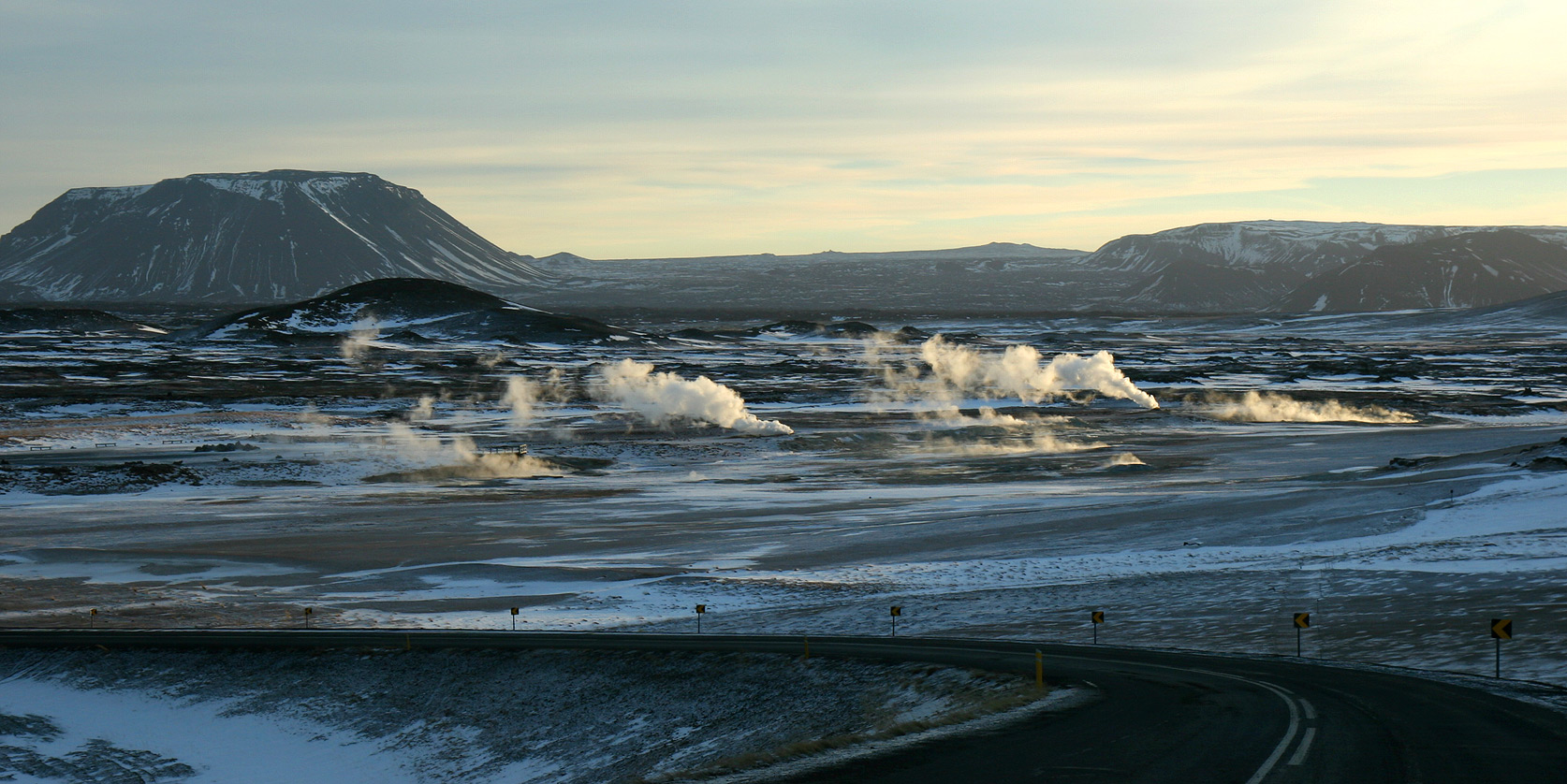
Le site géothermal de Hverarönd vu depuis le Námaskarð avec la Búrfell au dernier plan.